# Mean
"Mean" är en sång inspelad av den amerikanska sångaren Taylor Swift. Sången är skriven av Swift själv och producerad av Nathan Chapman och Swift, för sångarens tredje album Speak Now. Sången släpptes som en marknadsföringssingel den 17 oktober 2010 av Big Machine Records. Den 14 mars 2011 släpptes låten till country radio och är även den tredje singeln från Speak Now. 
Låten har beskrivits som en av Swifts mest countryliknande låtar och innehåller tydliga drag av banjo och fiol.

## Bakgrund
I en exklusiv intervju med E! News så uttryckte sig Swift att "Mean" var ett svar till alla som konstant kritiserar henne för vad hon än gör. Hon sa, "det finns konstruktiv kritik, det finns professionell kritik, och sen finns det de som bara är elaka. Och det finns en gräns som du går över när du börjar kritisera en människa för allt de gör" I en annan intervju med Dose.ca, så avsjöjade Swift att hon skrev sången för att ge igen på sina kritiker, med förklaringen "det finns en sång kallad 'Mean,' som jag antar att du skulle kunna kategorisera som känslor eller förhållanden, men det är egentligen om en kritiker."
Swift önskade också att låten skulle vädja till människor i alla åldrar och i olika situationer. Hon fortsatte, "det här händer dig vad du än gör, hur gammal du än är, var du än är i livet. Det kommer alltid att finnas någon som är elak mot dig. Och det är bara du som kan kontrollera hur du hanterar det. Det här är en sång om hur du hanterar det."
I NBC:s 2010 Thanksgiving Special, indikerade Swift att den här låten handlade om att känna sig liten på grund av någon annan. Hon sa, "det är vissa saker som får mig att må bättre. En av dem är att skriva låtar, och den andra är att ha människor omkring mig som jag verkligen älskar. Några av dem är mitt band."

## Liveframträdande
Swift framförde låten live vid 2011 års upplaga av Academy of Country Music Awards den 3 april 2011.

## Topplistor
| Lista (2010)                  | Topplacering |
| ----------------------------- | ------------ |
| ARIA Charts                   | 45           |
| Canadian Hot 100              | 10           |
| Billboard Hot 100             | 11           |
| Hot Country Songs (Billboard) | 55           |
| Lista (2011)                  | Topplacering |
| Canadian Hot 100              | 63           |
| Billboard Hot 100             | 48           |
| Hot Country Songs (Billboard) | 17           |

## Utgivningshistorik
| Land    | Datum           | Format           |
| ------- | --------------- | ---------------- |
| Kanada  | 19 oktober 2010 | Digital download |
| USA     | 19 oktober 2010 | Digital download |
| Sverige | 20 oktober 2010 | Digital download |
| USA     | 14 mars 2011    | Country radio    |